# Октябрь (Савайский айылный аймак)
Октябрь (кирг. Октябрь) — село в Кара-Сууском районе Ошской области Кыргызстана. Входит в состав Савайского айылного аймака.

## География
Село расположено в северо-западной части области, на берегу канала Савай, на расстоянии приблизительно 3 километров (по прямой) к востоку от города Кара-Суу, административного центра района. Абсолютная высота — 778 метров над уровнем моря.

## Население
Согласно оценочным данным Национального статистического комитета Кыргызской Республики, численность населения села на начало 2023 года составляла 2236 человек.
| год     | 2009 | 2014 | 2015 | 2020 | 2021 | 2023 |
| ------- | ---- | ---- | ---- | ---- | ---- | ---- |
| человек | 2201 | 2162 | 2189 | 2486 | 2497 | 2236 |